# Enna
|  | Per a altres significats, vegeu «Enna (desambiguació)». |

Ubicació de Enna dins la província

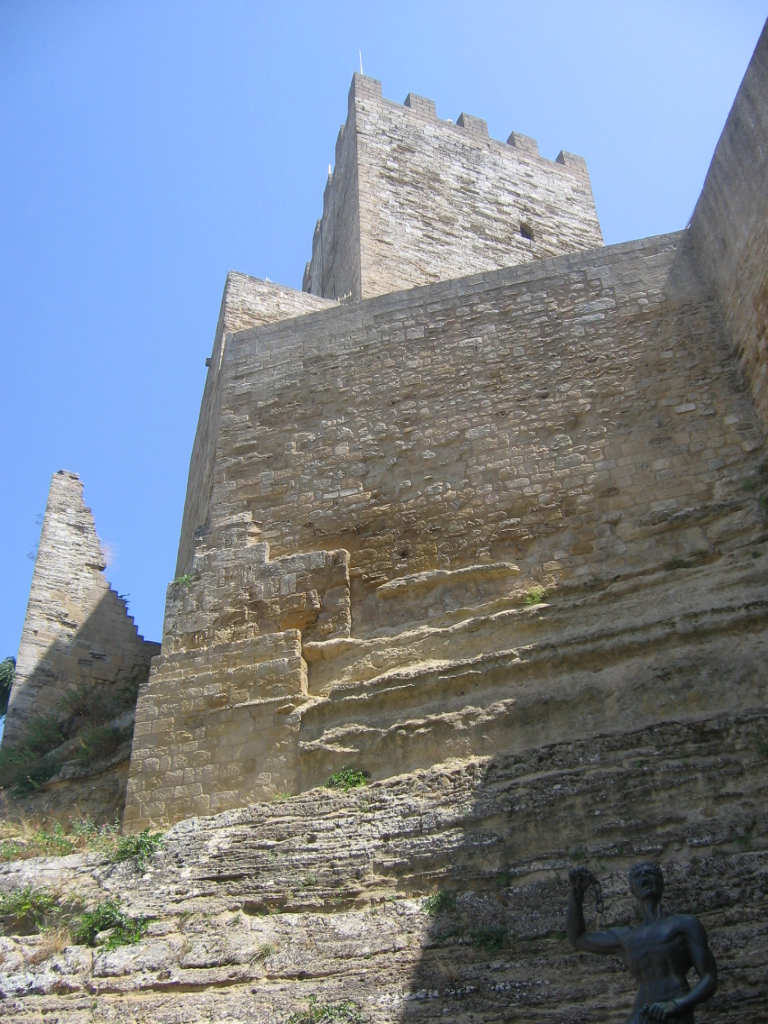
Castello di Lombardia a Enna, Sicília

Enna (sicilià Castrugiuvanni, en català medieval Castrejoan) és una ciutat de Sicília, vers el centre de l'illa a la cimera d'un gran turó rodejat de precipicis el que la feia gairebé impossible de conquerir doncs els pocs accessos eren fàcils de defendre i tenia subministrament propi d'aigua de fonts. Fou anomenada Ennaan pels sicans, Henna per grecs i romans. Durant la Conquesta musulmana de Sicília caigué en mans dels aglàbides d'Ifríqiya en 859. El seu nom oficial fins al 1926 era Castrogiovanni.
El cim era un altiplà d'uns 5 km de perímetre. Tenia una cova sagrada dedicada a Proserpina. Avui és la capital de la província d'Enna i el 2009 tenia 28.106 habitants. Limita amb els municipis d'Agira, Aidone, Assoro, Calascibetta, Caltanissetta (CL), Gangi (PA), Leonforte, Nissoria, Piazza Armerina, Pietraperzia, Santa Caterina Villarmosa (CL), Valguarnera Caropepe i Villarosa.
La ciutat d'Enna disposa d'una universitat, la Universitat Kore d'Enna, una de les quatre que es troben a la regió de Sicília.

## Administració
| Període   | Identitat         | Partit                       |
| --------- | ----------------- | ---------------------------- |
| 2015-     | Maurizio Dipietro | Llista cívica de Centredreta |
| 2010-2015 | Paolo Garofalo    | Centreesquerra               |
| 2005-2010 | Gaspare Agnello   | Centreesquerra               |

## Història
Esteve de Bizanci diu que va ser una colònia de Siracusa fundada l'any 654 aC, és a dir 80 anys després d'aquesta ciutat, però Tucídides, que esmenta les colònies de Siracusa, no anomena Enna. El cert és que quan apareix a la història era una ciutat dels sículs i no dels grecs Ciceró diu que estava situada gairebé al centre de l'illa, i que es trobava a un dia de viatge de qualsevol de les tres costes de Sicília. Un bosc sagrat proper a la ciutat dedicat a Prosèrpina s'anomenava umbilicus Siciliae ('el melic de Sicília'), segons Cal·límac de Cirene.
La seva situació dalt d'un turó envoltat de penya-segats i amb aigua abundant la feia gairebé inaccessible. Segons Titus Livi era una fortalesa natural molt notable. Dionís de Siracusa va intentar ocupar-la per la seva importància militar, primer mitjançant un cop d'estat dirigit per Eimnestos, ciutadà d'Enna, i quan aquest no el va secundar, va ajudar els ciutadans a lluitar contra el dèspota, però va fracassar; però més tard, per mitjans desconeguts, es va apoderar de la ciutat.
En temps d'Agàtocles pertanyia a aquest tirà, però quan era a l'Àfrica i els agrigentins van començar a restaurar la independència de les ciutats, Enna va ser de les primeres que es va declarar independent i va obrir les portes al cap agrigentí Xenòdicos l'any 309 aC.
A la Primera Guerra Púnica els cartaginesos dirigits pel general Amílcar la van ocupar i més tard va ser reconquerida pels romans, però sempre per traïcions i no per força.
A la Segona Guerra Púnica, mentre Marc Claudi Marcel assetjava Siracusa (214 aC) el governador d'Enna, Pinari, alarmat per la defecció de les ciutats de l'illa a favor dels cartaginesos, i per por que Enna fes el mateix, va ordenar a la guarnició romana la matança dels ciutadans quan eren reunits al teatre, i els va matar a tots sense distinció i després va incendiar la ciutat, permetent als soldats el saqueig indiscriminat. Vuitanta anys després va ser el quarter general a la Guerra dels esclaus (135 aC-132 aC) que va esclatar allí mateix sota la direcció d'Eunus que es va fer amo de la ciutat i des allí es va estendre per l'illa, que va saquejar e incendia. Va ser la darrera ciutat que va resistir al procònsol Publi Rupili, que al final la va conquerir després de gran esforços. Va castigar severament a la ciutat, cosa que va ser el començament de la seva decadència, segons diu Estrabó.
Tot i així encara va ser un municipi romà segons esmenta Ciceró i el seu territori era fèrtil i produïa moresc, però va quedar molt afectat per les exaccions de Verres. Ja gairebé no torna a aparèixer. Estrabó encara l'anomena ciutat però amb pocs habitants, i Plini el Vell la inclou a la llista de ciutats sicilianes amb rang de municipi igual que Claudi Ptolemeu. S'esmenta fins i tot a l'Itinerari d'Antoní i a la Taula de Peutinger.
Existia a l'edat mitjana i es deia Castro Ianni (derivació de Fortalesa d'Enna) d'on va derivar el seu modern nom de Castrogiovanni. Hi va residir el rei Frederic II (1296-1337). L'any 1307 es va començar a construir la catedral d'estil gòtic. En aquell segle es va tornar a anomenar altre cop Enna. El seu nom en català antic era Castrejoan.
La rodalia de la ciutat és conegut a la mitologia como el lloc on Plutó va portar a Prosèrpina. El lloc concret és una petita llacuna que Ovidi anomena Pergos i Claudi Claudià Pergus a uns 8 km d'Enna, amb una cova de la qual va sortir el rei de l'infern. Però la llacuna no és esmentada ni per Ciceró ni per Diodor de Sicília que si que parlen de la cova. Les restes d'un petit llac avui sec encara existeixen, així com la cova. Aquesta llegenda va provocar l'adoració peculiar a la zona de Ceres i Prosèrpina. Ciceró diu que hi havia un temple de Ceres molt antic i venerat que Verres va saquejar i es va emportar la imatge de bronze de la deessa que era la més venerada de l'illa. No queden restes de l'antiga ciutat que segurament van ser destruïts pels àrabs que van construir el castell i altres edificis a la part alta de la moderna ciutat.
A les monedes romanes la llegenda és Mun. Henna (Municipium Henna), i a les gregues apareix com Eennaion.

## Personatges il·lustres
- Calogero Lo Giudice, president de Sicília
- Francesco Chiaromonte (1814- vers 1878), compositor musical

## Galeria d'imatges

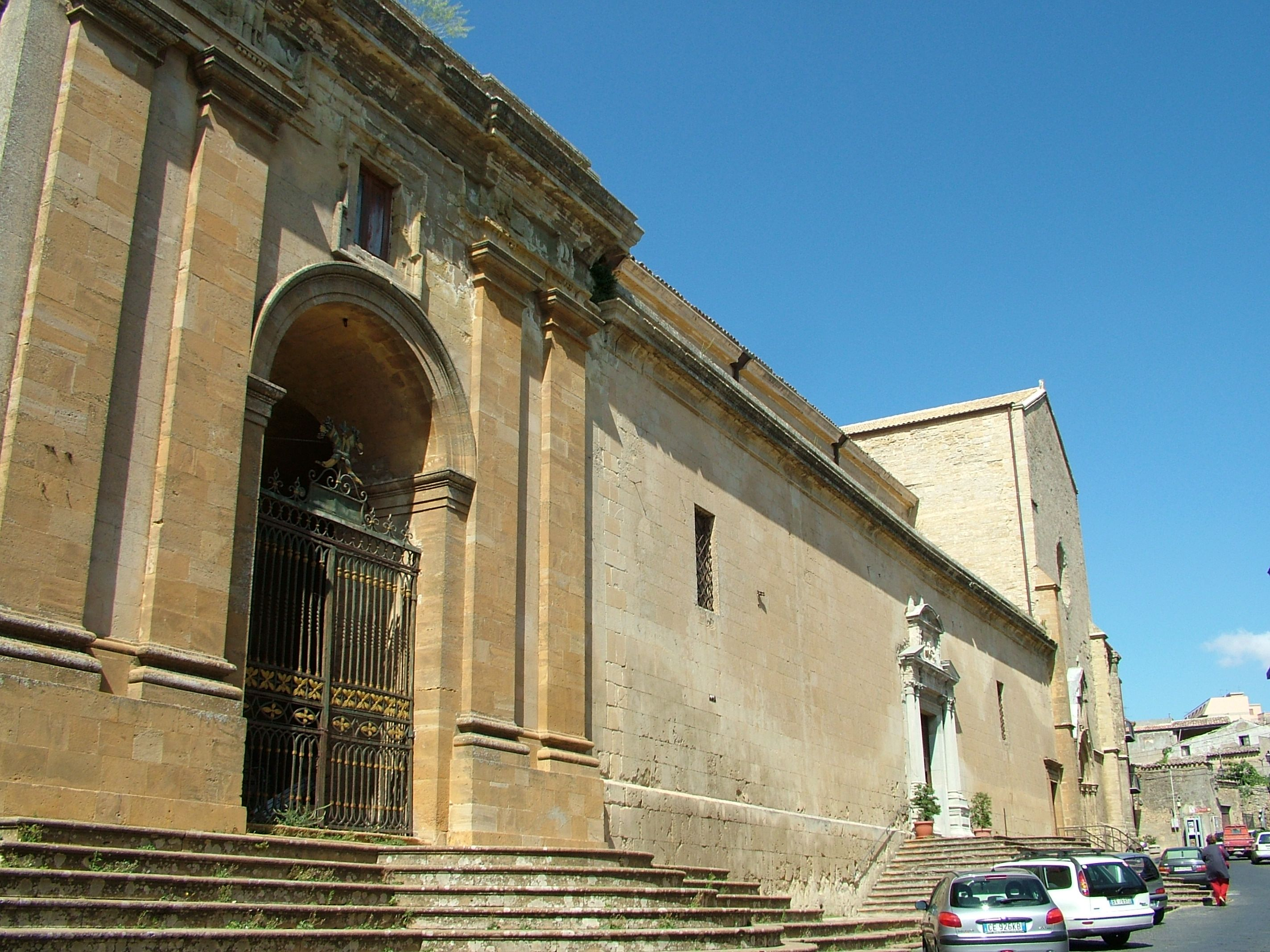
El Duomo
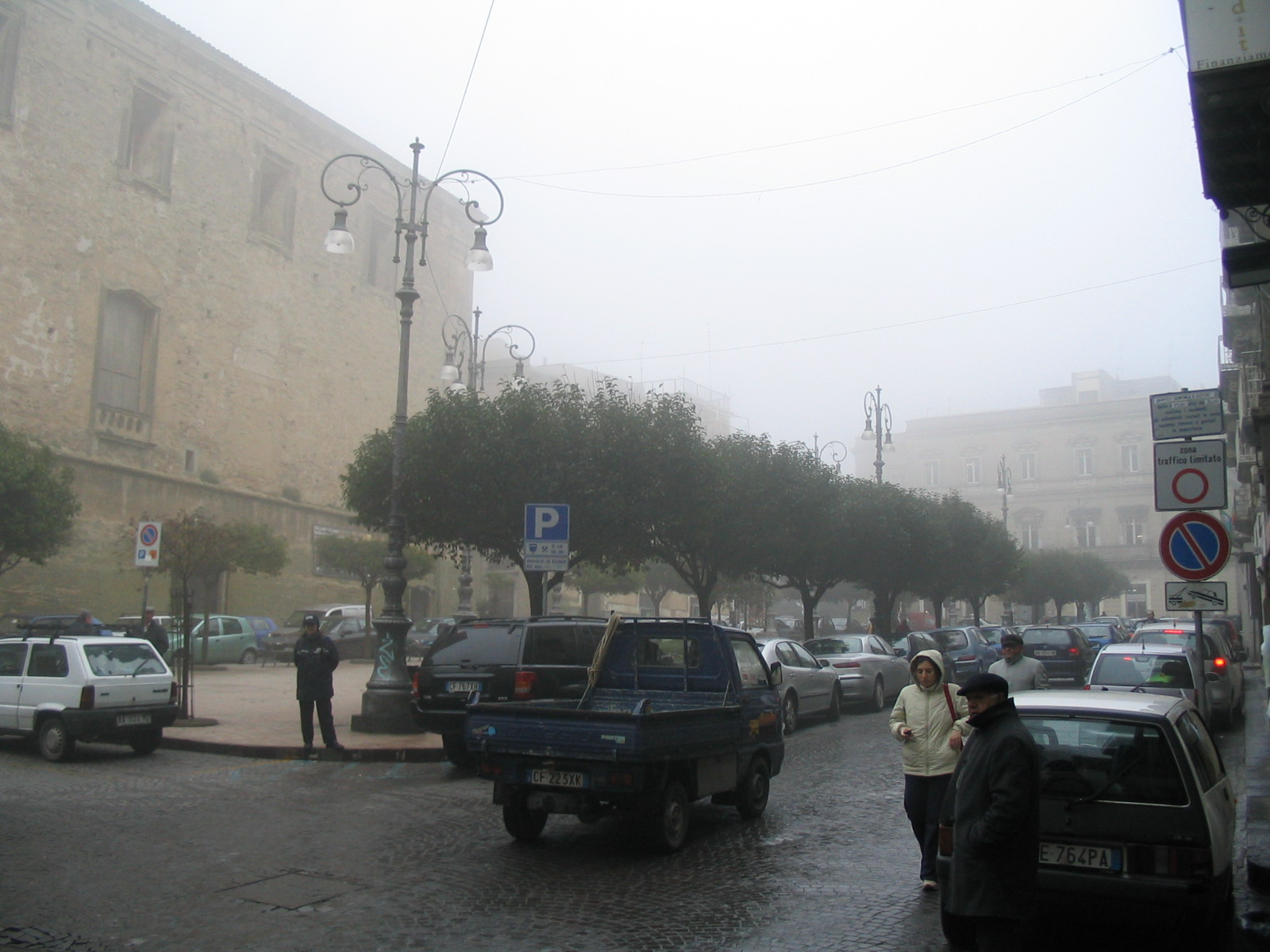
Plaça Vittorio Emmanuelle
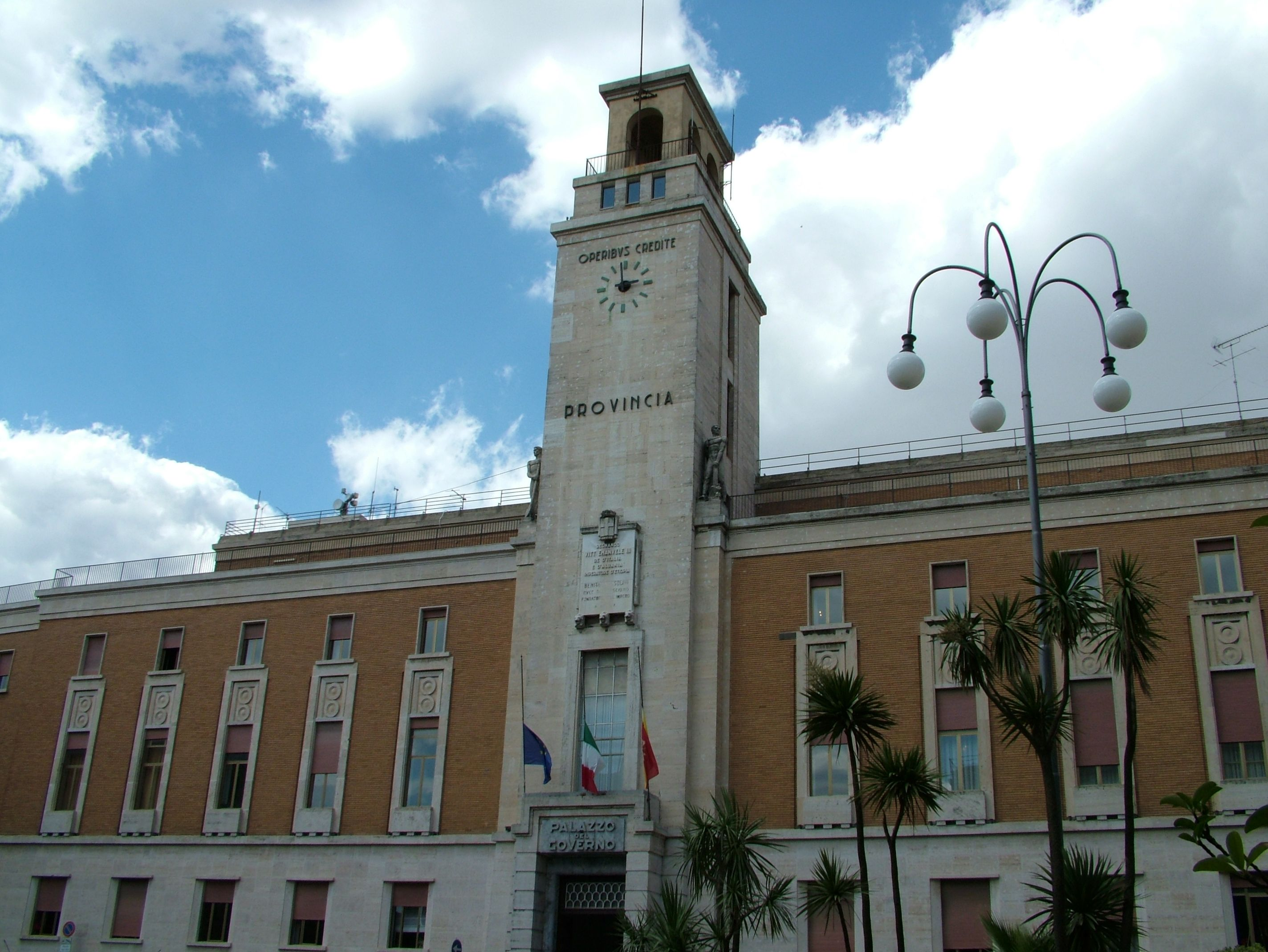
Palau provincial
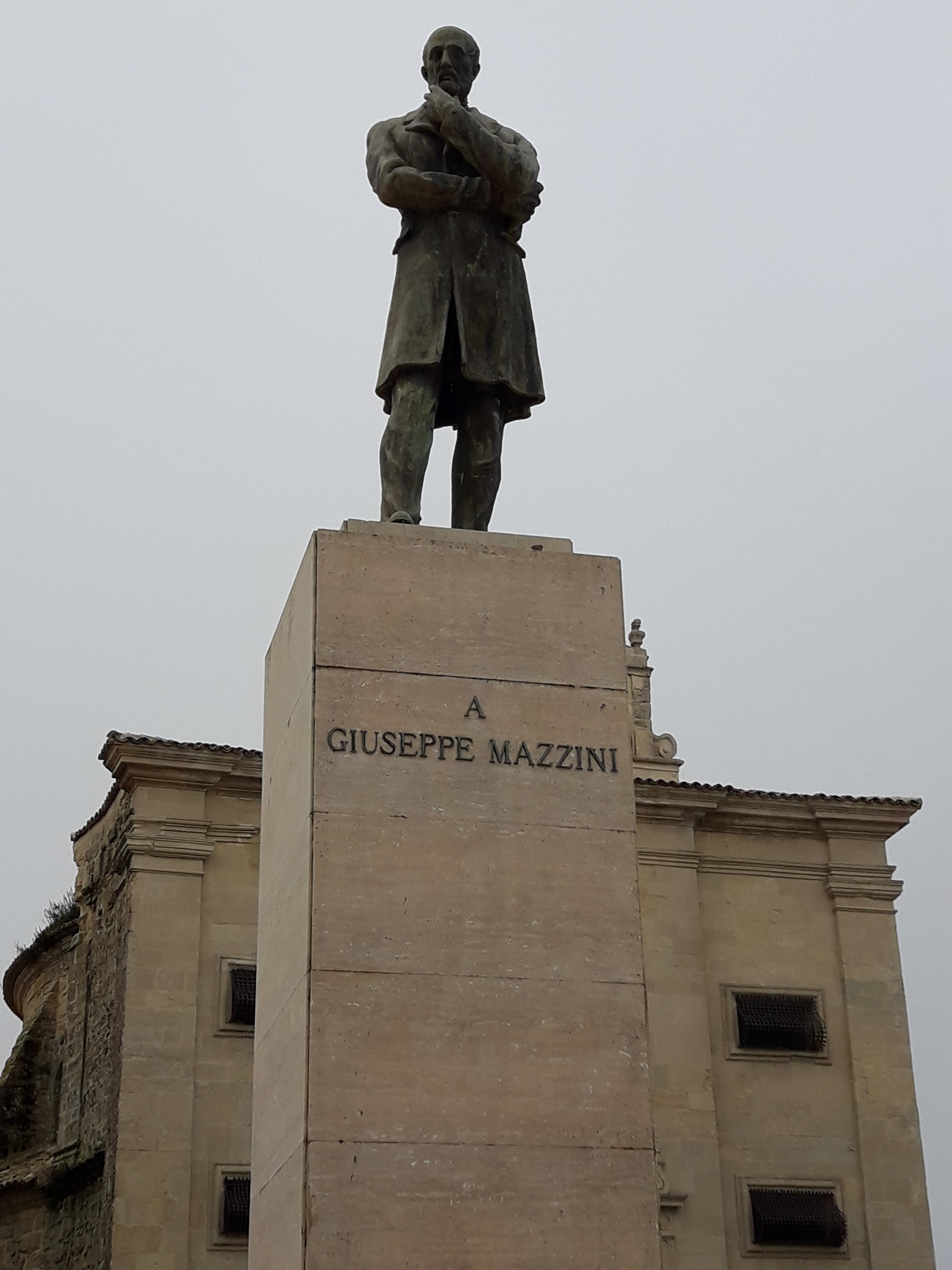
Monument a Giuseppe Mazzini